# Prarion
Pour l’article homonyme, voir Le Prarion.
Le prarion est un gâteau savoyard à base de myrtilles. Il se compose d'un fond de tarte recouvert d'un appareil élaboré à partir de myrtilles sauvages et de pâte d'amande, le tout recouvert d'un disque de pâte. Sa présentation lui permet d'être facilement transporté et il se conserve quelques jours à température ambiante.